# 안성시 G-스포츠 클럽
안성시 G-스포츠 클럽은 경기도 안성시에 위치한 스포츠 클럽팀이다. 학교와 주변 지역의 마을 사람들, 특히 학생들을 위주로 미래 스포츠 환경과 학교 체육 중심의 전문 선수 육성의 한계를 개선하고자 만들어졌다.
안성시G스포츠클럽 총 감독 커리어: 베트남국가대표 코치(월드컵 아시아2차예선)
중앙대 스포츠산업전공 박사과정
AFC 강사코스수료/ AFC A / UEFA B 라이센스 전북현대/대구FC U-18 수석코치
영국 Cardiff Metropolitan University 스포츠코칭 석사(1군 코 치, 2군 감독)